# Galego (Barbacena)
Galego é um distrito do município brasileiro de Barbacena, no interior do estado de Minas Gerais. Segundo o censo demográfico de 2022, realizado pelo Instituto Brasileiro de Geografia e Estatística (IBGE), sua população era de 327 habitantes e havia 108 domicílios particulares permanentes ocupados. Possui área de 10,31 km² conforme a Fundação João Pinheiro (FJP). Foi criado pela lei municipal nº 3.365 nº 863 de 8 de novembro de 1996.
De acordo com o IBGE, em 2010 a população era de 281 habitantes e havia 103 domicílios particulares.